# Malcolm Roberts
Malcolm James Roberts (Blackley, Manchester, 31 de março de 1944; Chertsey, Surrey, 7 de fevereiro de 2003), mais conhecido como Malcolm Roberts, foi um cantor e ator inglês.

## Biografia

### Origens
Malcolm era o segundo filho de Doris e Jim Roberts. Sua irmã mais velha se chamava Jeannie. Na escola, no primeiro ano ele frequentou a Crosslee School e depois mudou para a Moss House Secondary School . Aos treze anos entrou para o Manchester College of Art. Lá estudou design e arquitetura.
Malcolm começou a cantar na adolescência, quando acompanhava o pai que tocava piano. O talento foi percebido e ele frequentou a escola de música e artes.

### Primeiros trabalhos
Sempre foi interessado em música e artes tendo participado de várias peças de teatro e musicais. Dentre os musicais participou da montagem britânica de West Side Story no qual sua voz foi notada e recebeu excelentes críticas da imprensa local. Outros trabalhos incluíram peças de Shakespeare tais como Henrique V e Júlio César tendo atuado e se tornado amigo de atores como Simon Ward, Timothy Dalton e Hywell Bennett. Fez também vários trabalhos na TV dentre estes se destaca Coronation Street.

### Sucesso musical
Em 1967, fez sua estreia fonográfica com Time Alone Will Tell, que alcançou a 45º posição nas paradas de sucesso britânica. A seguir veio seu maior sucesso, May I Have the Next Dream With You, que alcançou a 8ª posição. Ambas as canções fizeram parte de seu primeiro LP, chamado Mr. Roberts que continha um texto escrito pelo prestigioso disc-jockey Pete Murray. No espaço de um ano apareceu 65 vezes na televisão. Em 1968, participou do Festival da Canção de Malta. 

### Festival Internacional da Canção
Em 1969 viria a consagração no local mais inesperado, o Brasil. Escolhido como  o representante britânico no Festival Internacional da Canção daquele ano, Roberts se apresentou com uma canção especialmente escrita para ele por Les Reed e Barry Mason chamada Love is All. A canção se tornou, de longe, a favorita do público que se encantou com aquele cantor loiro e bem apessoado que vestia um smoking branco e lembrava o ator norte-americano Robert Redford. A Malcolm foi atribuído o prêmio de melhor interpretação e o publico não discordou. Porém, apesar desse apoio maciço  a canção obteve apenas o 3.º lugar o que fez com que a plateia que lotou o Ginásio do Maracanãzinho - 40.000 pessoas presentes - vaiasse impiedosamente o júri e vencedores do festival.  Essa mesma plateia somente se acalmou quando Roberts repetiu seu número o que fez com que fosse aplaudido ininterruptamente durante 20 minutos após o término de sua performance.

### Após o festival
Após a exuberante apresentação no festival, Roberts fez vários shows no Brasil e Argentina mais uma apresentação na TV do Peru. Ainda teve apresentações bem sucedidas nos shows televisivos de Johnny Carson e David Frost e encontros importantes com Dean Martin e Frank Sinatra, mas, apesar disso, sua carreira não atingiu os patamares previos. Contudo, Malcolm manteve-se no teatro e na música, participando de peças  como    "Puss in Boots", no The Princess Theatre,  nas pantomimas "Cinderela" no The London Palladium e "Robinson Crusoe" em Eastbourne. 
Em 1972, Malcolm Roberts comandou o grupo de cantores britânicos composto por Peny Lane e Union Express, além dele próprio, que venceu o Knokke le Zoute Song Festival. 
Malcolm fez parte do time de cantores que representou Luxemburgo no  Festival Eurovisão da Canção 1985,  com a canção Children, Kinder, Enfants, quase toda com letra em francês e pequenos trechos em inglês e alemão, na qual dividiu o microfone com a inglesa Ireen Sheer, a holandesa Margo, o belga Franck Olivier, o alemão Chris Roberts e a canadense Diane Solomon.A canção passou desapercebida para os jurados terminando em uma discreta 13ª posição entre 19 participantes. 
Ainda em 1985, Malcolm estrelou um musical no The Birmingham Repertory Theatre, "Jeanne", baseado na vida de Joana D'Arc e este foi um show bem recebido. 
Em 1991, tentou sozinho representar o Reino Unido com uma canção de sua autoria chamada One Love que participou das eliminatórias nacionais,que a época eram chamadas de A Song for Europe,porém,terminando em oitavo lugar.
Em 1996, Malcolm Roberts voltou ao teatro e participou do show o "Casamento de Joey & Gina",  no Café  Royal, em Londres, no qual ele fez o papel de padre que oficiava a cerimônia e foi mais uma oportunidade de aproximação entre ele e o público. 

### Falecimento
Malcolm Roberts faleceu de um ataque cardíaco, quando dava partida em seu carro num estacionamento próximo à sua residência. Ficou debruçado sobre o volante do veículo por vários minutos até ser encontrado, quando já era tarde. Mais de 200 pessoas, incluindo fãs,  juntaram-se a amigos e familiares em seu funeral na Igreja de St Mary em Henley-on-Thames, foi enterrado no cemitério Remenham no dia 20 de fevereiro. Deixou um filho, Oliver, nascido em 1995.

## Discografia

### Estúdio
- Mr. Roberts: 1968
- Malcolm: 1969
- The voice of Malcolm Roberts: 1970
- Sounds like Malcolm Roberts: 1971
- Living for Life: 1973

### Ao vivo
- Live at the Talk of the Town: 1974

### Compilações
- This is Malcolm Roberts: 1980
- The Best of the EMI Years: 1993
- The Essential Malcolm Roberts: 2000

### Póstumos
- The very best of Malcolm Roberts: 2003
- Rio: 2003
- Lost and Found: 2020[10]

## Maiores sucessos
- May I Have the Next Dream With You: 1968
- Love is All: 1969